# 카츠이 유지
카츠이 유지(일본어: 勝井祐二, 1964년 ~ )는 일본의 전자 바이올린 연주자이다. 키도 나츠키와 함께 인디 레이블 마보로시노 세카이를 운영중. 일본 즉흥 연주씬의 주요 전기 바이올린 연주자이다.

## 개요
홋카이도 구시로시 출신으로 어려서부터 10년이상 바이올린 수업을 받았다.
고등학교 시절부터 밴드활동을 시작했고 처음엔 바이올린과 베이스를 함께 했다. 콘토션즈(James Chance and the Contortions) 등의 영향을 받아서 펑크 록, 뉴 웨이브 (음악) 밴드인 데포르메(デフォルメ)를 결성해 삿포로를 중심으로 활동했다. (나중에 키도 나츠키도 데포르메라는 이름의 팀을 만들지만 별개이다)
고등학교 졸업 후 상경해 분가쿠가쿠인 대학에서 현대시를 전공했다. 오차노미즈를 걷던 어느날 전자 바이올린을 해야겠다는 생각이 문득 들었다고 한다.
ROVO, 본디지 프룻, 시부사시라즈, 데미 세미 퀘이버, 카르멘 마키 Vincent Atmics、PERE-FURU、TWIN TAIL 등 다양한 팀에서 연주했다. UA, 풀 컬러 믹스, 佳村萌 등의 백밴드에서도 활동했다.
95년에 영화 푸(プ)의 음악을 담당했다.